# 小行星7638
小行星7638（英語：7638 Gladman）是一颗围绕太阳公转的小行星。1984年10月26日，愛德華·鮑威爾在可可尼诺县发现了此天体。
这颗小行星的绝对星等为22.66241等。